# Car Button Cloth
Car Button Cloth è un album in studio del gruppo musicale alternative rock statunitense The Lemonheads, pubblicato nel 1996.

## Tracce
1. It's All True – 2:15
2. If I Could Talk I'd Tell You – 2:50
3. Break Me – 3:34
4. Hospital – 2:54
5. The Outdoor Type – 2:35
6. Losing Your Mind – 5:36
7. Something's Missing – 2:47
8. Knoxville Girl – 3:53
9. 6ix – 2:39
10. C'mon Daddy – 3:32
11. One More Time – 2:39
12. Tenderfoot – 2:01
13. Secular Rockulidge – 5:33

## Formazione
- Evan Dando - basso, chitarra, percussioni, piano, batteria, voce, sintetizzatore
- Bill Gibson - basso, chitarra, cori
- Bryce Goggin - organo, voce, sintetizzatore
- Royston Langdon - basso, piano
- Kenny Lyon - chitarra
- Patrick Murphy - batteria
- Dina Waxman - basso